# Einteiler

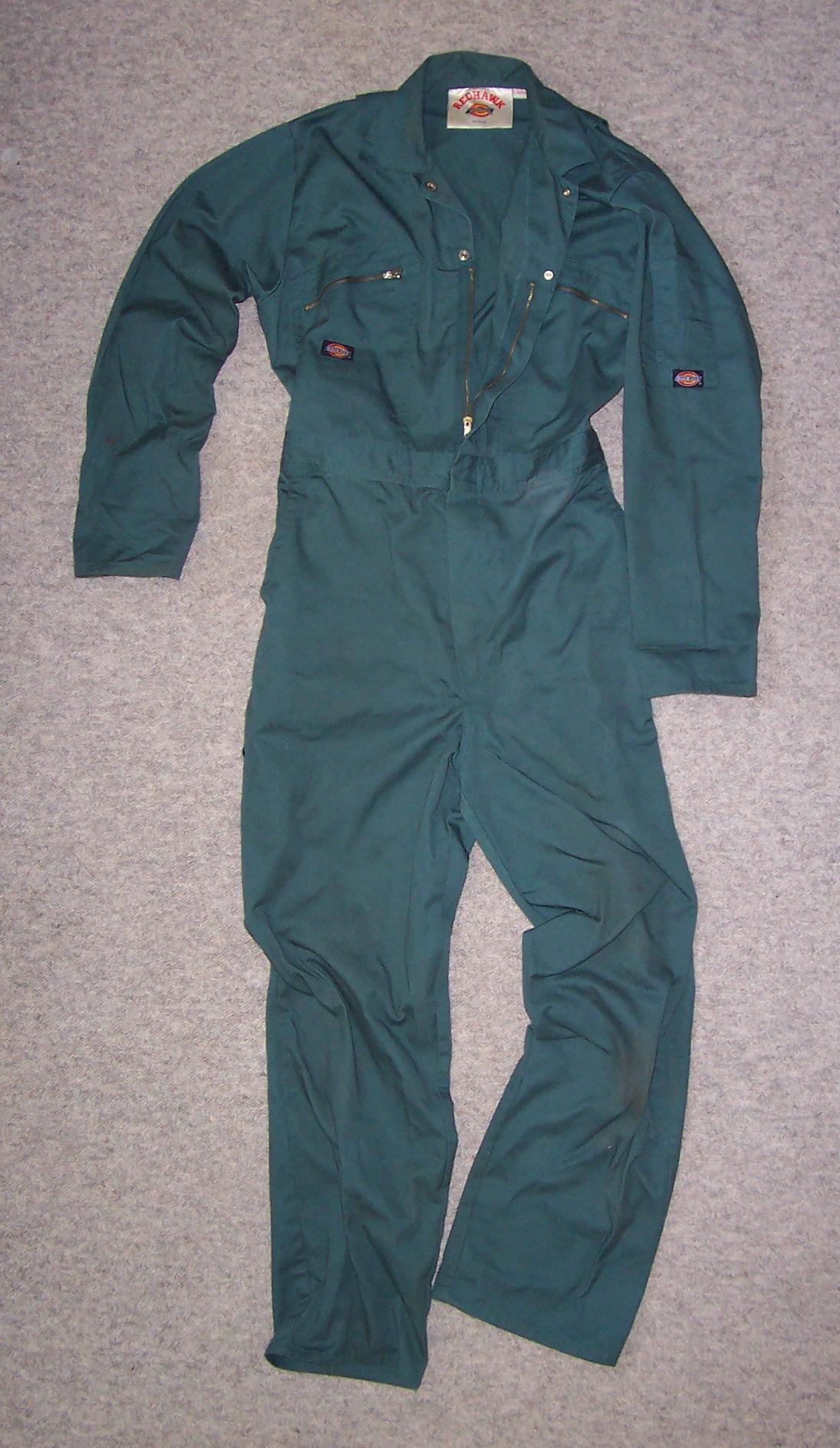
Arbeitsoverall

Ein Einteiler oder einteiliger Anzug ist ein Kleidungsstück, das Ober- und Unterkörper in einem Stück bedeckt, also nicht im Bereich der Gürtellinie endet und somit den Unter- und Oberkörper (optisch) verbindet.

## Funktion
Enganliegende Einteiler werden häufig aus elastischen Stoffen gefertigt, um eine bessere Passform auch bei extremer körperlicher Aktivität (zum Beispiel bei Tanz oder Artistik, seltener im Fußball) zu gewährleisten. Auch zum Schutz vor Schmutz, extremen Temperaturen und Gefahrenstoffen sind Einteiler geeignet (Overall).

## Formen
- Body oder Bodysuit
- Catsuit
- Hosenkorselett (schulterfrei)
- Overall
- Zentai
- Onesie

### Einteilige Anzüge im Sport
- Badeanzug[2]
- einteiliger Jogginganzug
- Leotard und Unitard
- Rennanzug für Formel-1-Piloten und andere Motorsportler
- Ringertrikot
- Schwimmanzug
- Rudereinteiler
- Surfanzug
- Torwartoverall, ein Sportanzug
- Triathlontrikot
- Zeitfahranzug für Radfahrer

### Einteilige Anzüge für andere spezielle Einsatzgebiete
- Fliegerkombi: Overalls für Piloten / Besatzung von Flugzeugen, insbesondere im Militär-Bereich
- Panzerkombi: Overalls für Panzerfahrer
- Schlatz: Overalls für Höhlenforscher
- Strampelanzug für Babys
- Taucheranzug
- Wingsuit für Fallschirmspringer
- Jumpsuit für Fallschirmspringer
- Lederkombi und Regenkombi für Motorradfahrer